# Bilateral
 (mai 2017).
Si vous disposez d'ouvrages ou d'articles de référence ou si vous connaissez des sites web de qualité traitant du thème abordé ici, merci de compléter l'article en donnant les références utiles à sa vérifiabilité et en les liant à la section « Notes et références ».
Albums de Leprous
Tall Poppy Syndrome
(2009) Coal
(2013)
Bilateral est le deuxième album studio du groupe de metal progressif norvégien Leprous, sorti en 2011.

## Liste des titres
Toutes les paroles sont écrites par Einar Solberg, Øystein Landsverk et Tor Oddmund Suhrke, toute la musique est composée par Leprous.
| 1.    | Bilateral           | 4:00  |
| 2.    | Forced Entry        | 10:21 |
| 3.    | Restless            | 3:31  |
| 4.    | Thorn               | 5:48  |
| 5.    | MB. Indifferentia   | 6:34  |
| 6.    | Waste of Air        | 5:33  |
| 7.    | Mediocrity Wins     | 6:07  |
| 8.    | Cryptogenic Desires | 2:45  |
| 9.    | Acquired Taste      | 5:13  |
| 10.   | Painful Detour      | 8:19  |
| 58:10 |                     |       |

## Crédits

### Membres du groupe
- Einar Solberg : claviers, chant
- Tor Oddmund Suhrke : guitare, chant
- Øystein Landsverk : guitare, chant
- Rein Blomquist : basse
- Tobias Ørnes Andersen : batterie
- Ihsahn (ex-Emperor) : chant sur Thorn
- Vegard Sandbukt : trompette

### Équipes technique et production
- Mastering, mixage : Jens Bogren
- Enregistrement : Heidi Solberg Tveitan, Vegard Tveitan
- Enregistrement (trompette et claviers additionnels) : Rune Børø
- Direction artistique, design : Ritxi Ostáriz
- Photographie : Bjørn Tore Moen